# クララ・ルチアーニ
クララ・ルチアーニ（ Clara Luciani、1992年7月10日-)は、フランスのシンガーソングライター、歌手。プロヴァンス＝アルプ＝コート・ダジュール地域圏、ブーシュ＝デュ＝ローヌ県マルチーグ出身。フランスのサイケパンクロックバンドLa Femmeのヴォーカル活動の後にソロ活動を開始し、シングル「La Grenade」(2018年)のヒットで知られる。

## 略歴
1992年7月10日、クララ・ルチアーニはマルチーグ で生まれた。家族（祖父）はコルシカ島のアジャクシオ出身であった。その後、マルセイユ郊外のセプテム・レ・ヴァロンで育った。音楽家になる以前、彼女は美術史を研究し 、ピザ屋や衣料品店、ベビーシッターや英語の家庭教師のアルバイトを経験した。
2010年、18歳の時に彼女はLa Femmeのメンバーと会い、のちに女性ボーカルの一人 として2013年にリリースされたアルバム『Psycho Tropical Berlin』に参加した。その後、彼女はグループを去り 、そしてMaxime Sokolinskiと音楽デュオHologramを結成した 。
2015年から2016年にかけて、歌手ラファエルのツアー、Somnambulesに参加した 。
2016年12月、『Avant tu riais』 で彼女はラッパーのNekfeuのアルバム『Cyborg』に参加した。
2017年4月、ベンジャミン・バイオレイにより最初のEPである『Monstre d'amour』をリリース。 このEPはベンジャミン・ルボー（ The Shoes ）とアンブロワーズ・ウィローム （ リボルバー ） によって録音され、評論家から賞賛された。
2018年4月6日、最初のアルバム『Sainte-Victoire』を出し、好評を博した 。

## 作品

### アルバム
- Sainte-Victoire (2018)
- Cœur (2021)

### シングル
- "La grenade" (2019)
- "Le reste" (2021)

#### 客演
- "Avant tu riais" (Nekfeu feat. Clara Luciani) (2016)

### その他
- "Nue" (2019)
- "Ma sœur" (2020)

## 音楽性
アコースティックギターまたはエレクトリックギター（6弦および12弦 ）を演奏する。 
彼女はフランソワーズ・アルディ、セルジュ・ゲンスブール 、ニコ、ミシェル・ルグラン、ポール・マッカートニーの影響を挙げている 。
2018年の夏の間、Solidays、Days Off、Francofolies de La Rochelleなどのいくつかのフェスティバルに参加し、2018年秋から冬にかけてフランスと近隣のフランス語圏の国でコンサートツアーを行った。